# Benedetto Brin
Benedetto Brin,  född 17 maj 1833 i Turin, död 24 maj 1898 i Rom, var en italiensk skeppsbyggare och politiker.
Från ringa ställning arbetade han sig såsom ingenjör och båtkonstruktör upp till en betydande position inom den italienska industrin. År 1876 blev han marinminister och beklädde under de raska ministerväxlingarna ytterligare tre gånger denna post, därav en gång under den för en italiensk minister oerhört långa tiden av sju år. Han var 1892–93 utrikesminister i Giovanni Giolittis ministär.
Det var framför allt genom Brins verksamhet som skeppsbyggeriet i Italien gjorde ett så stort uppsving att Italiens örlogsfartyg kunde byggas på italienska varv och att det på dessa även kunde utföras beställningar från andra stater, såsom Spanien, Argentina och Chile.